# Vredestraat
De Vredestraat is een straat in verscheidene gemeenten zoals Beerse, Berchem (Antwerpen), Hove (Antwerpen), Kapellen, Kontich, Mechelen, Temse, Turnhout,  ...

## Vredestraat in Berchem (Antwerpen)
De Vredestraat in Berchem (Antwerpen) ligt in de wijk Oud-Berchem en loopt van west naar oost. Ze volgt een traçé parallel met de Driekoningenstraat/Statiestraat, die de verbinding vormt tussen de Grote Steenweg en het Station Antwerpen-Berchem. De straat telt vele herenhuizen en wordt in het oosten beheerst door het voormalige Sint-Mariagasthuis.

### Geschiedenis
De Vredestraat maakt deel uit van de tweede reeks verkavelingen van Berchem en werd in 1867 aangelegd op het eigendom van August Moretus, een rentenier en grootgrondbezitter die de gronden tussen de Statiestraat en de Uitbreidingsstraat in zijn bezit had.
In 1896 verkochten de drie kinderen van Moretus de resterende gronden tussen beide straten aan de gemeente. Dit liet toe de zijstraten van de Vredestraat aan te leggen zodat het hele gebied verder kon verkaveld worden. In 1899 kregen een aantal van deze zijstraten een bloemennaam.
Tussen 1903 en 1907 werd langs de straat het Sint-Mariagasthuis gebouwd in eclectische neorenaissancestijl. Dit complex, ontworpen door architect Richard Vaes (geboren als Richard Basilius), werd opgetrokken als regionaal hospitaal. De inhuldiging door minister Augustus Delbeke vond plaats op 28 juli 1907. Bij de bouw van deze kliniek werd de straat verbreed en kwam er voor het ziekenhuis een plein dat de verbinding vormde met de in 1875 aangelegde Victor Jacobslei. Laatstgenoemde laan leidt naar de nabijgelegen Sint-Hubertuskerk : een van de parochiekerken van Oud-Berchem.
Het monumentale ziekenhuispand doet sedert 1988 dienst als hoofdgebouw van het Rust- en Verzorgingstehuis Sint-Maria (RVT) en maakt deel uit van het bouwkundig erfgoed.

### Uitzicht
In de Vredestraat zijn er aan de bredere oostkant veelal en aan de smallere westkant (bij de Grote Steenweg) sommige huizen die zeer veel sfeer afgeven door de warme kleuren van de stenen en de mooie gevels. Op dagen met mooi weer wordt er nog veel gespeeld op straat. In de onmiddellijke omgeving zijn er veel kleine buurtwinkels.

### Andere belangwekkende gebouwen in de straat
- Aan de westelijke straatkant (huisnummer 18) ligt het neogotische Sint-Willibrorduslokaal (Theater De Vrede), in 1895 als patronaatsgebouw opgetrokken door de architecten Jules Bilmeyer en Joseph Van Riel. In 1936 werd dit gebouw aan de oostzijde uitgebreid (huisnummers 20-22) tot het huidige zalencomplex. Het maakt deel uit van de Berchemse Sint-Willibrordusparochie.
- In het oostelijk straatdeel (huisnummers 154 en 156) ligt een dubbelwoonst in late-art-nouveautrant, in 1905 gebouwd door architect Gentil Verbeke die zelf in een van de huizen (nummer 154) ging wonen. De witte bakstenen gevels met banden van natuursteen zijn versierd met mozaïeken die landschappen, bloemen en portretten voorstellen.
Deze woningen werden in 2003 beschermd als monument.

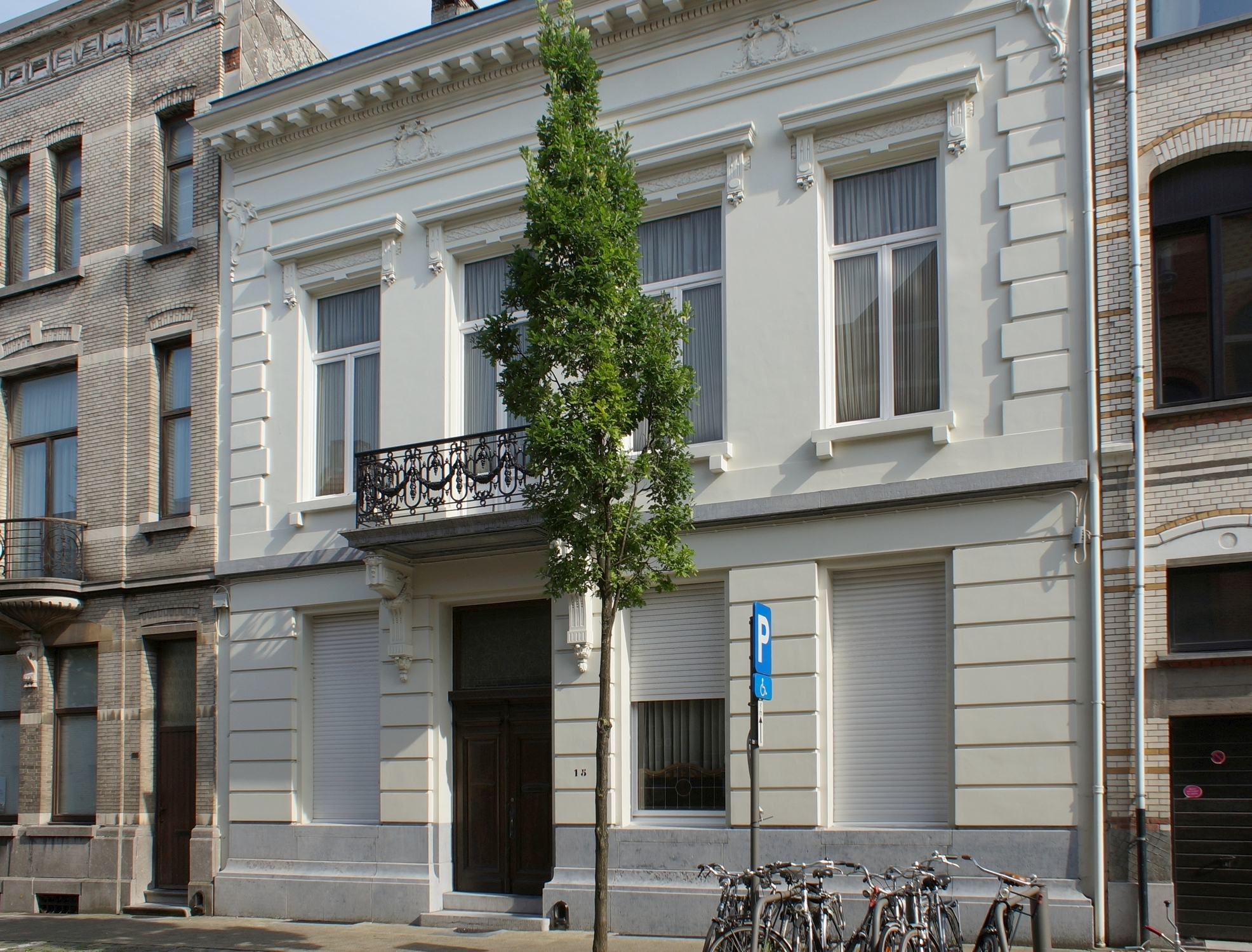
Neoclassicistisch dubbelhuis in het westelijk straatdeel.
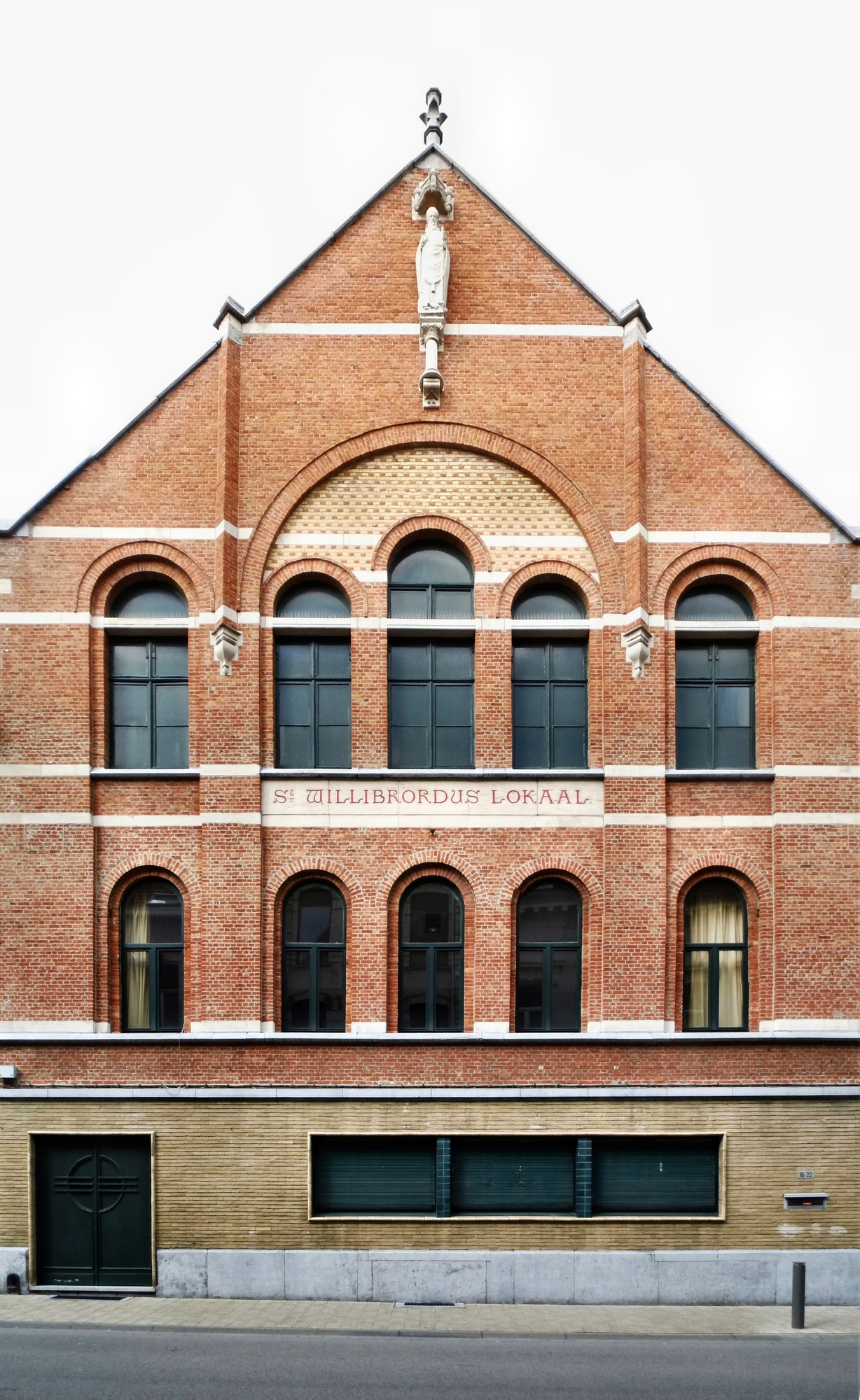
Neogotisch Sint-Willibrorduslokaal (1895) in het westelijk straatdeel (Vredestraat 18). Oeuvre van de architecten Jules Bilmeyer en Joseph Van Riel. Bouwkundig erfgoed..
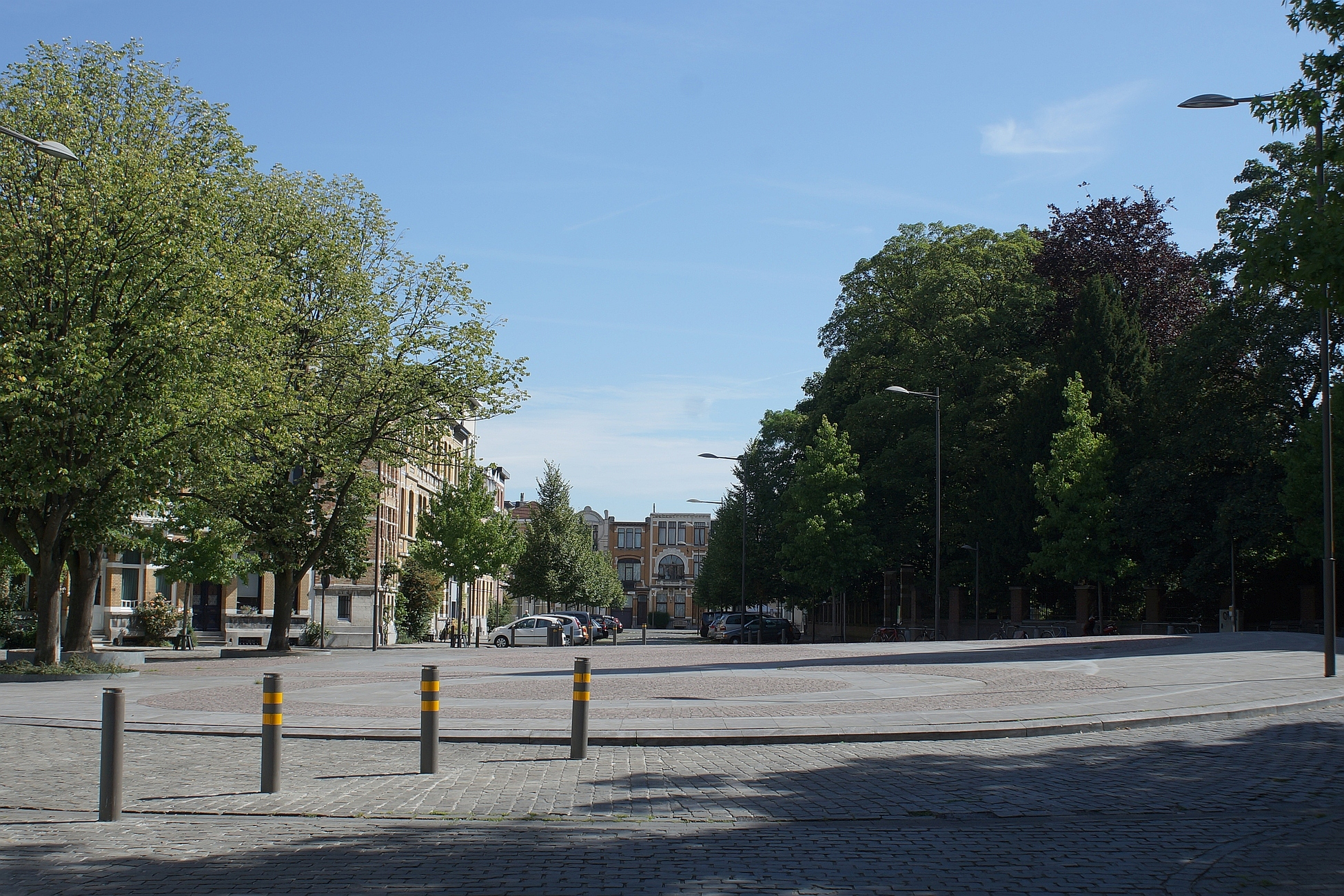
Plein met (op de achtergrond) het oostelijk straatdeel.
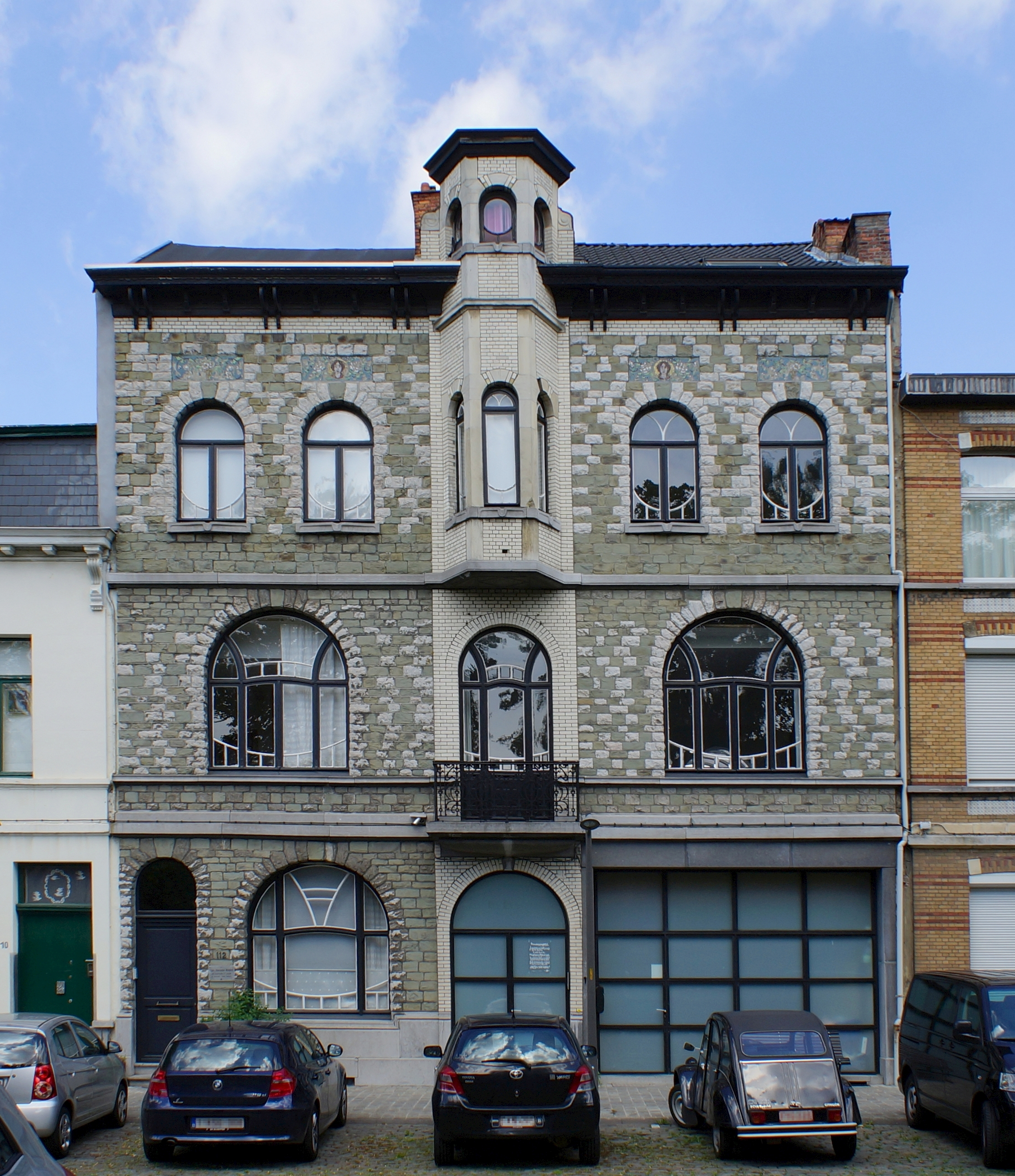
Dubbelwoonst nabij het plein..
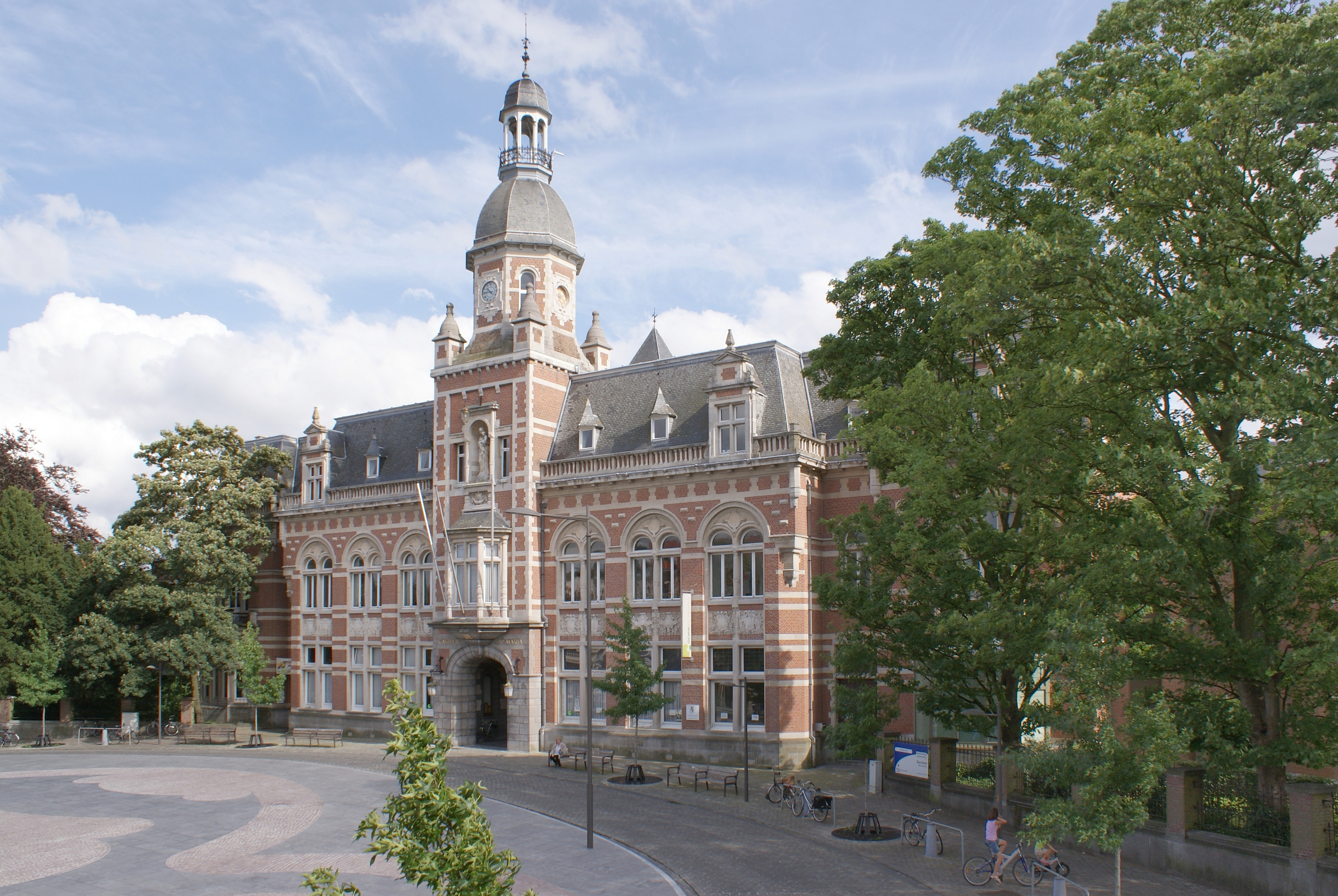
Rust- & Verzorgingstehuis Sint-Maria (Vredestraat 93) aan het plein. Oeuvre van architect Richard Vaes. Bouwkundig erfgoed.
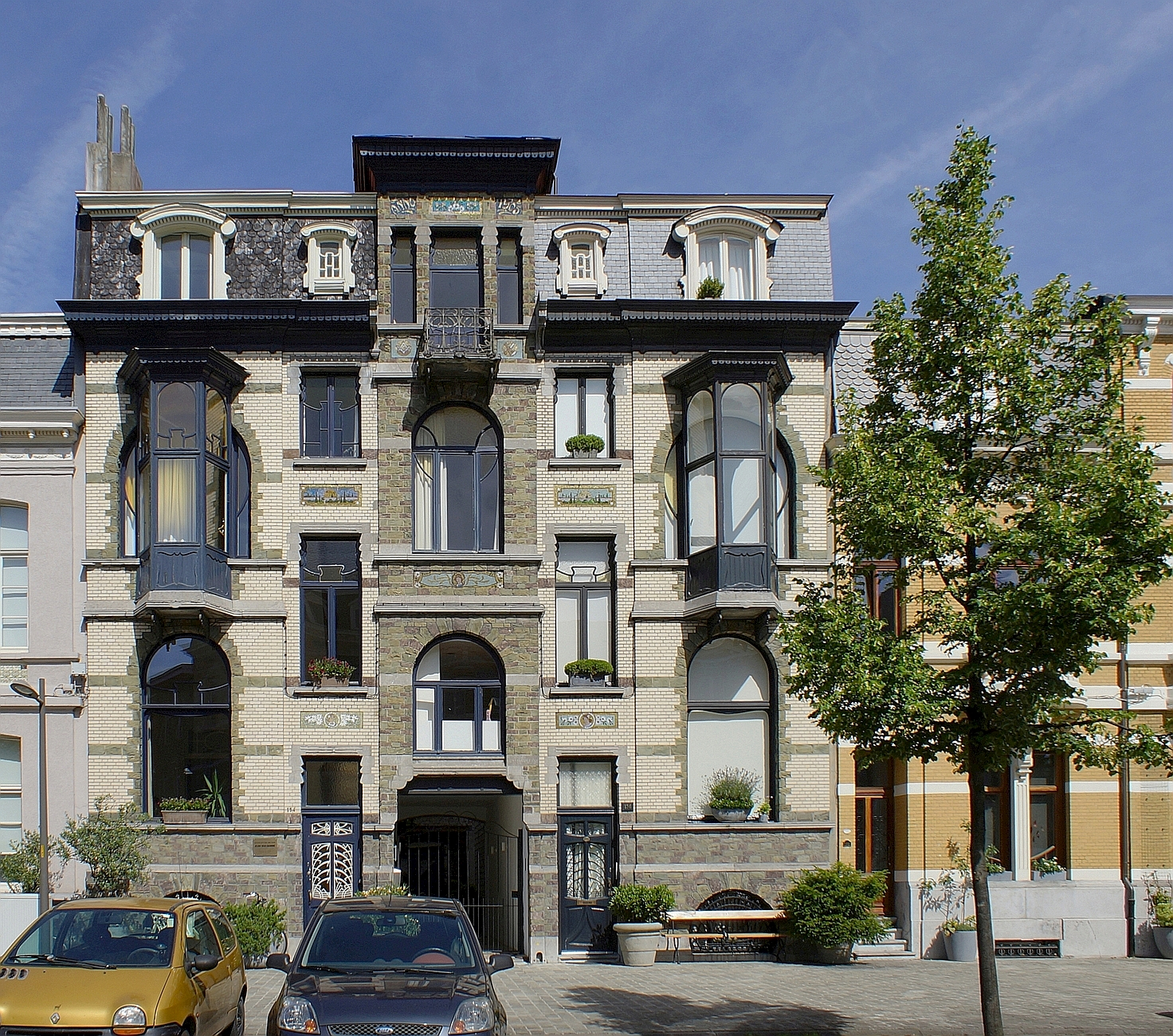
Dubbelwoonst in late-art-nouveautrant, in het oostelijk straatdeel. Beschermd monument..

## Vredestraat in Kontich
De Vredestraat in Kontich ligt aan de grens met Hove in het noordoosten van de gemeente.
De straat werd in de 19de eeuw aangelegd en loopt van de Mechelsesteenweg naar de Verbrande hoeve en verder naar de gemeente Hove. Oorspronkelijk heette de weg Hoofsebaan maar in 1953 kreeg de straat haar huidige naam. Na de Tweede Wereldoorlog kwam er een woonwijk met alleenstaande woningen.

### Belangwekkende gebouwen in de straat
- De Verbrande hoeve is een L-vormige boerderij uit de 18de eeuw. Naast de hoeve ligt nog een bakhuis uit de 19de eeuw. Het domein werd in 1421 reeds vermeld als Te Kouwerheide. Reeds voor 1440 stond er een huis op het domein en in 1518 wordt er melding gemaakt van een hoeve op het domein. Het domein behoorde toe aan het kapittel van Antwerpen. De naam Verbrande hoeve komt pas voor vanaf de 19de eeuw. De hoeve werd in 1993 beschermd als monument. De omgeving werd tegelijkertijd beschermd als dorpsgezicht.